# 大明星多重宇宙
为2023年上映的韓國喜劇片，由《老么》導演馬大允編劇並執導，權相佑、吳正世、李珉廷、朴昭怡及金俊主演，2023年1月4日在韓國上映。

## 劇情概要
講述選角0順位的千萬演員、也是實時搜索第一的醜聞製造者，享受著華麗燈光包裹的全盛期頂級明星朴江在聖誕節迎來人生180度大轉變後發生的故事。

## 演員陣容

### 主要人物
| 演员   | 角色 | 介绍 |
| 權相佑 | 朴江 | 目中无人、享受华丽单身生活的顶级明星，一夜之间变成被育儿和生计所困的极限经纪人。                                       |
| 吴政世 | 赵允 | 顶级明星朴江唯一的朋友兼经纪人，一夜之间发生了180度的大反转和朴江交换人生，变成征服电影界的千万演员和顶级明星。        |
| 李珉廷 | 秀贤 | 朴江的前女友、即将举行展示会的当红艺术家，一夜之间变成了和朴江结婚10年的妻子，并代替无名演员的丈夫履行作为家长的责任。 |
| 朴昭怡 | 罗熙 | 朴江和秀贤的双胞胎儿女中的妹妹，唯一一个知道爸爸朴江一夜之间变成另一个人的人。                                         |
| 金俊   | 罗夏 | 朴江和秀贤的双胞胎儿女中的哥哥，认为在重演节目中出场的爸爸朴江是世界上最帅的人。                                       |

### 其他人物
| 演员   | 角色   | 介绍 |
| 金美卿 | 南顺   | 朴江的母亲，原本是安逸地享受着名牌购物、邮轮旅行的晚年生活，人生反转后，不只担心养老和儿子，还整天唠叨不休。 |
| 金明善 | 优熙   | |
| 李書煥 | 吴导演 | 电视剧导演，因为顶级明星朴江而费尽心机，反转后因为无名演员朴江变得轻松不少。                                 |
| 车时元 | 赵导演 | |
| 成炳淑 |        | 纸壳房子主人。                                                                                               |
| 金胜勋 |        | 精神科医生。                                                                                                 |
| 尹大烈 |        | 警察。 |
| 李佳京 | 大婶   | |
| 郑亨锡 |        | 《Surprise》节目导演。                                                                                       |
| 黄炳国 | 具导演 | |

### 友情出演
| 演员   | 角色 | 介绍                                      |
| 劉宰明 | 东柏 | 朴江乘坐的計程車司机。                    |
| 黃勝妍 | 花英 | 与享受华丽单身生活的朴江暧昧的第N个女生。 |
| 宋英才 |      | 計程車司机。                              |

### 特别出演
| 演员   | 角色   | 介绍               |
| 李智勋 |        | 公寓里的男子。     |
| 金夏荣 | 金夏荣 | 演员，朴江的前辈。 |

## 製作
製作階段片名為《聖誕禮物（크리스마스 선물）》。

### 主體拍攝
主体拍摄於2021年1月17日開始，於3月29日杀青。

## 發行
2022年11月16日，發行公司樂天娛樂發布首款多重宇宙海報和預告片，宣佈該片將與2023年1月上映，並且正式定名為《Switch》。2023年1月4日在韓國正式上映。2023年2月8日起提供VOD家庭點播服務。

## 反響

### 票房
上映首日（1月4日）動員3萬551名觀眾觀影，位列單日票房第五位，放映屏數866塊。

### 評價
正式上映前舉行的首次試映會上獲得觀眾4.46分（滿分5分）的高滿意度。

## 同期上映作品
- 《阿凡達：水之道》
- 《灌籃高手》
- 《穿靴子的猫2》
- 《英雄》
- 《即使，這份戀情今晚就會從世界上消失》

## 外部鏈接
- NAVER上《大明星多重宇宙》的資料
- Daum上《大明星多重宇宙》的資料

- 韩国电影数据库（KMDb）上《倒轉人生》的資料
- 互联网电影数据库（IMDb）上《倒轉人生》的资料（英文）
- 豆瓣电影上《大明星多重宇宙》的資料 （简体中文）